# Mașina de ascuțit cuțite (pictură)
Mașina de ascuțit cuțite - Principiul strălucirii (în rusă Точильщик, Tocilșcik Prințip Melkaniia), cunoscută mai ales prin varianta sa scurtată ca Mașina de ascuțit cuțite, este o pictură cubo-futuristă pictată de artistul plastic rus Kazimir Malevici.
Pictura conține fragmentări ale formei asociate cu metodele futurismului și ale cubismului. Actualmente, se găsește expusă în colecția Universității Yale, Yale University Art Gallery, din localitatea New Haven, statul Connecticut.

## Vezi și
- Tocilarul (pictură de Goya)
- en  The Knifegrinder (Goya)